# Matt Bomer
Matthew Staton Bomer, född 11 oktober 1977 i Webster Groves, Missouri, är en amerikansk skådespelare.

## Biografi
Bomer växte upp som son till Sissi och John Bomer i Spring, en förort till Houston. Under sista skolåret slutade han spela amerikansk fotboll, som hade varit även faderns sportgren, och inledde sin skådespelarkarriär på Alley Theatre i Houston. Efter studierna vid Carnegie Mellon University lämnade han teatern för en roll i såpoperan Guiding Light. Innan dess hade han uppträtt i TV en gång i en gästroll i såpan All My Children.
Brett Ratner hade tänkt att Bomer skulle spela huvudrollen i filmen som senare blev Superman Returns. Efter byte av regissör till Bryan Singer gick rollen ändå till en annan skådespelare, Brandon Routh. Bomer fick i alla fall spela Stålmannen i en japansk TV-reklam för Toyota Prius år 2009. Bomer spelar rollen som Neal Caffrey i TV-serien White Collar som handlar om ett samarbete mellan en svindlare och en FBI-agent. Den senare rollen gestaltas av Tim DeKay.
Vid Golden Globe-galan 2015 vann Bomer pris i kategorin Bästa manliga biroll i en TV-film för rollen som Felix Turner i The Normal Heart.

### Privatliv
Bomer är gift sedan 2011 med publicisten Simon Halls. Paret har tre söner, inklusive ett tvillingpar, via surrogatmödraskap.
Han tillkännagav för första gången offentligt att han var homosexuell 2012, när han tackade Halls och deras barn under ett tacktal för hans Steve Chase Humanitarian Award.

## Filmografi

### Film
| År   | Titel                                      | Roll                  | Noteringar |
| ---- | ------------------------------------------ | --------------------- | --- |
| 2005 | Flightplan                                 | Eric                  | |
| 2006 | The Texas Chainsaw Massacre: The Beginning | Eric                  | |
| 2011 | In Time                                    | Henry Hamilton        | |
| 2012 | Magic Mike                                 | Ken                   | Nominerad - MTV Movie Awards för Best Musical Moment (tillsammans med Channing Tatum, Joe Manganiello, Kevin Nash och Adam Rodriguez) |
| 2013 | Superman: Unbound                          | Clark Kent / Superman | Endast röst |
| 2013 | Space Station 76                           | Ted                   | |
| 2013 | Winter's Tale                              |                       | |
| 2015 | Magic Mike XXL                             | Ken                   | |

### TV
| År        | Titel                             | Roll                         | Noteringar                     |
| --------- | --------------------------------- | ---------------------------- | ------------------------------ |
| 2001-2003 | Guiding Light                     | Ben Reade                    |                                |
| 2003-2004 | Tru Calling                       | Luc Johnston                 | Säsong 1                       |
| 2004      | North Shore                       | Ross                         | Avsnitt 1x12 "Bellport"        |
| 2006      | Amy Coyne                         | Case                         | Pilotavsnitt                   |
| 2007      | Traveler                          | Jay Burchell                 |                                |
| 2007-2009 | Chuck                             | Bryce Larkin                 | 7 avsnitt                      |
| 2009-2014 | White Collar                      | Neal Caffrey                 | 81 avsnitt                     |
| 2012      | Glee                              | Cooper Anderson              | Avsnitt 3x15 "Big Brother"     |
| 2013      | The New Normal                    | Monty                        | Avsnitt 1x12 "The Goldie Rush" |
| 2014      | American Horror Story: Freak Show | Andy                         |                                |
| 2015      | American Horror Story: Hotel      | Donovan                      |                                |
| 2020      | The Sinner                        | Jamie                        |                                |
| 2020      | Doom Patrol                       | Larry Trainor / Negative Man |                                |
| 2025      | Mid-Century Modern                | Jerry Frank                  |                                |